# Zostać miss
Zostać miss – polski serial obyczajowy, emitowany w telewizji Polsat od 1 września do 24 listopada 2001.

## Fabuła
Serial pokazywał losy uczestniczek wyborów w konkursie piękności. Fabuła obfitowała w liczne wątki romantyczne i kryminalne.

## Bohaterowie
- Dominika Figurska - Zofia Padewska, uczestniczka konkursu
- Aleksandra Nieśpielak - Beata Wójcik, uczestniczka konkursu
- Violetta Kołakowska - Sandra Bonecka, uczestniczka konkursu
- Jan Nowicki - Alfred Kleber, właściciel hotelu „Egoista” i organizator konkursu miss „Venus”
- Wojciech Wysocki - Paweł Bojarewicz, reżyser konkursu
- Dorota Kamińska - Malwina Majewska, choreograf
- Jerzy Bończak - Tadeusz Nowicki, kierownik hotelu
- Agnieszka Włodarczyk - Tekla Kaczmarek, uczestniczka konkursu
- Anita Werner - Anita Borowska, uczestniczka konkursu
- Małgorzata Socha - Maja Bączek, uczestniczka konkursu oraz jej siostra bliźniaczka Kajka
- Magdalena Rembacz - Aldona Żylecińska „Żyleta”, uczestniczka konkursu
- Olimpia Ajakaiye - Marzena Romario, uczestniczka konkursu, kochanka Zbyszka Brauna
- Patrycja Bukowska - Urszula Morawska „Hulagula”, uczestniczka konkursu
- Inga Zubaviuciute - Tamara Bukowska, uczestniczka konkursu
- Magdalena Kielar - Kinga Mróz „Czekoladka”, uczestniczka konkursu
- Agnieszka Łysak - Sylwia Kruk, uczestniczka konkursu
- Eliza Ryciak - Jowita Walewska, uczestniczka konkursu
- Damian Aleksander - Jakub, konserwator, chłopak Zosi
- Przemysław Sadowski - Artur „Arczi”, fotograf
- Artur Dziurman - Bruno, właściciel „Desperado”
- Ewa Gawryluk - Ewa, żona „Arcziego”
- Jolanta Fraszyńska - Katarzyna Wolska, reporterka Radia "Stolica"
- Włodzimierz Adamski - ochroniarz
- Sławomir Orzechowski - producent Zbyszek Braun, kochanek Marzeny
- Piotr Polk - Jean-Pierre-Fo, projektant mody
- Andrzej Deskur - Michael, asystent projektanta
- Joanna Benda - Podolska, dziennikarka „Egoisty”
- Jacek Bursztynowicz - senator Zdzisław Mauer
- gościnnie wystąpili: Piotr Najsztub, Ewa Sałacka, Dariusz Kordek, Dorota Gawryluk.

## Odcinki
- 1 – Do malowniczo położonego hotelu przybywa 12 najpiękniejszych Polek miesięcznika Egoista. Jest wśród nich główna bohaterka Zosia Padlewska oraz Beata Wójcik, która zamierza zemścić się na reżyserze konkursu Pawle Bojarewiczu za przygodę sprzed lat. Dziewczyny będzie trenować Malwina-główna choreografka konkursu. Zosia bardzo podoba się Kubie – złotej rączce. Jest on pomocnikiem w hotelu Tadeusza Nowickiego. Wkrótce na zgrupowanie ma przybyć główny organizator konkursu Alfred Kleber. Okazuje się, że brakuje jednej dziewczyny.
- 2 – Choreograf Malwina ciężko i intensywnie trenuje dziewczyny. W konkursie pojawia się Sandra Bonecka, trzynasta finalistka.Dziewczynę faworyzuje Bojarewicz. Sandra w konkursie zajmuje miejsce rezerwowej, gdyż dziewczyn jest za dużo. Planuje pozbyć się jednej z finalistek. W konkursie pojawia się również Artur, fotograf konkursu. Bojarewicz zaprasza do siebie Zosię. Zaczyna jej składać dwuznaczne propozycje i ją obściskuje. Dziewczyna ucieka. Według Bojarewicza złamała regulamin i zostanie usunięta z konkursu.
- 3 – Zosia postanawia opuścić zgrupowanie. Beata namawia ją do powrotu. Kuba zawozi dziewczynę do miasta. Po drodze spotykają Klebera. Właściciel konkursu namawia Zosię do powrotu. Nowicki instaluje podsłuch w apartamencie Klebera. Wraz z Brunem, właścicielem konkursu Miss Desperado chcą skompromitować konkurs. Kierownik podgląda Klebera przez monitor. Fotograf Artur stawia wszystkie pieniądze na walkę bokserską. Sandra odkrywa że Żyrafa potajemnie spotyka się ze swoim chłopakiem. Informuje o tym Bojarewicza. Zaczajeni czekają w samochodzie.Nie udaje im się jednak nakryć Żyrafy.
- 4 – Kleber opuszcza zgrupowanie. Sandra znajduje w pokoju Zosi zdjęcie mężczyzny w mundurze i numer jego jednostki.Wysyła do niego w imieniu dziewczyny telegram. Kuba opowiada Zosi o sobie. Wychowywał się w domu dziecka,skończył technikum zawodowe.Gdy skończył służbę wojskową pracował w kopalni, był dokerem w porcie. Zosia jest zafascynowana życiem chłopaka. Artur oraz Nowicki oglądają wyścigi konne. Fotograf przegrywa mnóstwo pieniędzy. Musi spłacić dług. Kierownik składa mu propozycję. Chodzi o zdjęcia kompromitujące Miss Venus.
- 5 – Artur zgadza się na propozycję kierownika.Zaczyna zaglądać do pokoi dziewczyn.Widzi tam obściskującą się Jowitę. Marnuje cały zapas kliszy. W hotelu pojawia się żołnierz z fotografii Zosi. Próbuje ją porwać.Dziewczyna uważa, że on coś sobie ubzdurał i nigdy go nie kochała. Do akcji wkracza Kuba. Wydaje go w ręce żandarmerii wojskowej. Ta sytuacja może niekorzystnie wpłynąć na dalszą część konkursu. Hulagula próbuje uwieść Bojarewicza. Wieczorem pojawia się w jego pokoju.Razem wchodzą do łazienki. Wkrótce z pokoju  dobiega krzyk reżysera.
- 6 – Nowicki oraz parę ciekawych dziewczyn wpadają do pokoju Bojarewicza. Okazuje się, że został on przykuty kajdankami do prysznica. Tłumaczy się odegraniem roli filmowej. W ściągnięciu go z prysznica pomaga Kuba. Sandra zaprasza do siebie Kubę pod pretekstem awarii. Dziewczyna rozbiera się. Roztargniony mężczyzna wychodzi.Napotyka Zosię. Sandra wybiega za nim w samym ręczniku. Zosia uderza Kubę w twarz. Nie chce go znać. Postanawia wyżalić się Beacie. Widzi jak dziewczyna faszeruje czymś cygara Bojarewicza. żąda wyjaśnień. Beata opowiada jej o historii sprzed kilku lat. Chce zemścić się na reżyserze. Tymczasem Tekla spędza noc z Bojarewiczem.
- 7 – Kuba odwiedza Beatę. Opowiada jej o historii z Sandrą. Wtem do pokoju puka Zosia. Beata ukrywa Kubę w szafie. Niestety,chłopak zdradza się. Zosia nie chce ich widzieć. Beata obmyśla więc chytry plan. Sandra pojawia się w garażu Kuby. Ich rozmowę słyszy Zosia. Wierzy Kubie. Zdenerwowana Sandra wychodzi. Kradzieże w pokojach się nasilają. Coraz więcej dziewczyn jest poszkodowanych. Majka zaczyna się dziwnie zachowywać. Myli pokoje dziewczyn, ich imiona, znacznie przytyła. Żyleta postanawia się ostro za nią wziąć. Kuba w drodze do miasta widzi na przystanku autobusowym Majkę. Dziewczyna opowiada mu że nazywa się Kajka, jest siostrą Majki i była w zastępstwie za nią w konkursie. Bojarewicz widzi obściskujących się ze sobą Malwine i Artura. Jest wściekły.
- 8 – Do konkursu przybywa słynny projektant i juror konkursu Jean Pierre. Bojarewicz żąda od Artura zakończenia związku z Malwiną. Dziewczyny przygotowują konkurs talentów. Projektantowi podoba się Jowita. Zdzisio każe Kubie kupić danie dla gościa. Pomocnik przywozi żywe żaby. Podczas imprezy Jean Pierre cały czas tańczy z Jowitą. Sandra postanawia pozbyć się rywalki i zrzuca ze schodów Teklę. Świadkiem zajścia jest Tamara. Sandra odkrywa że dziewczyna jest zamężna, widzi jej zdjęcie ślubne. Szantażuje ją. Tamara stawia układ: jeśli Sandra powie prawdę Bojarewiczowi ona opowie o próbie pozbycia się Tekli. Sandra zgadza się milczeć. Do pokoju francuza puka Jowita. Chce się z nim przespać. Odkrywa jednak że jest on gejem. Nowicki żałuje że nie doszło do wspólnej nocy.
- 9 – Bojarewicz kończy pisanie scenariusza. Chwali się tym przy śniadaniu. Beata planuje zemstę. Razem z Zosią zakradają się do jego pokoju i zabierają scenariusz. Reżyser umawia się ze swoim znajomym producentem na prezentację scenariusza. W teczce są jednak czyste kartki. Zdenerwowany producent opuszcza hotel. Zauważa przechodzącą Marzenę. Kiedyś łączył ich romans. Ona jednak nie zamierza do niego wracać. Tymczasem reżyser przetrząsa cały hotel. Scenariusz jednak się nie odnajduje. Podczas rozmowy z Malwiny z Arturem pojawia się jego żona Ewa. Choreograf ze smutkiem wychodzi. Odbywa się wieczorne ognisko. Bojarewicz zauważa w płomieniach nadpaloną stronę tytułową.
- 10 – Sandra wciąż planuje intrygi aby opuścić fotel rezerwowej. Znajduje pozostawiony przez Sylwię portfel. W środku jest jej zdjęcie z małym chłopcem. Sylwia opowiada jej o chorobie syna. Niespodziewanie Sandra załatwia jej synowi miejsce w klinice rządowej. Sylwia musi jednak opuścić konkurs. Żyleta odkrywa zaginięcie swojej policyjnej odznaki. Artur robi fotomontaż zdjęcia Bojarewicza z nagą Jowitą. Niespodziewanie reżyser znika. Podczas sprzątania apartamentu Kuba odkrywa zamontowany przez Nowickiego podsłuch. Kierownik nie chce aby dowiedział się o tym Kleber, więc szantażuje Kubę wyjawieniem Zosi iż pomocnik był w więzieniu. Na miejscu konkursu pojawia się reporter Katarzyna Wolska z Radia Stolica. Chce zadać dziewczynom parę pytań. Zostaje jednak wyrzucona przez Malwinę. Choreograf zabiera jej również kasetę. Niespodziewanie Bojarewicz odnajduje się.
- 11 – Na zgrupowaniu pojawia się Kleber. Spotyka się tu z senatorem. Odkupuje od niego cenny starodruk. Artur wręcza Nowickiemu zdjęcia Bojarewicza i Jowity. Kierownik natychmiast zawiadamia Bruna. Kuba zabiera narzędzia podsłuchowe i pokazuje je Kleberowi. Ten jest wściekły i chce od razu wyrzucić Nowickiego. Kuba radzi jednak zaczekać i sprawdzić kto zgłosi się po zdjęcia. Organizator konkursu udaje że wyjeżdża. Wkrótce w hotelu zjawia się Bruno. Kierownik pokazuje mu zdjęcia. Nagle w pokoju pojawia się Kleber i zwalnia Nowickiego. Gdy Bruno dowiaduje się, że mają nagraną kasetę z ich porachunkami oddaje zdjęcia. Kleber na nowego kierownika wyznacza Kubę.
- 12 – Rozpoczyna się ostatni dzień zgrupowania. Dziś próba generalna. Kleber odkrywa że zniknął mu cenny starodruk. Jeżeli się nie odnajdzie odwoła konkurs. Kuba zabiera Zosię na przejażdżkę swoim naprawionym dżipem. Mężczyzna opowiada jej, iż był w więzieniu. Podczas napadu na stację benzynową razem z kolegami złapano ich. Chłopak wyszedł za dobre sprawowanie. Zosia jednak mu wybacza i go rozumie.Beata zaprasza do siebie Bojarewicza. Oddaje mu część scenariusza. Reżyser obiecuje jej tytuł Miss Venus za drugą część scenariusza.Podczas imprezy pożegnalnej dziewczyn Tekla upija się. Żyleta odprowadza ją do pokoju. Pijana  uderza w szafę, z której wypadają wszystkie skradzione rzeczy. Okazuje się, że Tekla jest kleptomanką. Zostaje usunięta ze zgrupowania. Do finału brakuje jednej dziewczyny. Sandra telefonuje do Sylwii. Beata kontaktuje się z Katarzyną Wolską.

- 13 – Nadchodzi dzień wielkiego finału. Dziś zostanie wybrana Miss Venus. Kuba ma nadzieję, że ten tytuł przypadnie Zosi. Przybywa więc na finał. Dziewczyna ma taką tremę, że nawet chce zrezygnować. Gościem specjalnym konkursu jest zespół Perfect. Bojarewicz typuje do wygranej Beatę. Dziewczyna wręcza reporterce kasetę. Sandra dowiaduje się od ojca o dobrych notowaniach Beaty. Planuje próbę pozbycia się rywalki. Niestety bezskuteczną. Zosia przestaje ufać Sandrze. Po ostatnim wyjściu jury udaje się na obrady. Na scenę wchodzi Bojarewicz, aby odczytać werdykt. Nagle na pulpicie ukazuje się twarz reżysera. Proponuje jednej z dziewczyn koronę Miss Venus. Kleber usuwa go ze składu jury. Beata przypomina reżyserowi historie sprzed paru lat. Malwina stara się go pocieszyć. Nadchodzi czas werdyktu. Tytuł Miss Foto przypada Czekoladce, Miss Publiczności — Zosi, drugą wicemiss zostaje Marzena, a pierwszą Sandra. Koronę Miss Venus zdobywa Sylwia. Mówi jednak, że musi się do czegoś przyznać. Obraz zaciemnia się.

## Ekipa
- Reżyseria – Wojciech Pacyna
- Scenariusz – Tomasz Solarewicz, Grzegorz Kempinsky
- Zdjęcia – Tomasz Madejski
- Kostiumy – Dorota Roqueplo
- Muzyka – Szymon Wysocki
- Dźwięk – Bartłomiej Wozniak
- Tekst Piosenki – Marek Kościkiewicz
- Scenografia – Katarzyna Sobańska
- Choreografia – Tomasz Tworkowski
- Montaż – Wanda Zeman
- Charakteryzacja – Maja Gawińska-Łyczkowska
- Fryzury – Andrzej Bierut
- Kierownictwo Produkcji – Katarzyna Janus
- Producent – Henryk Romanowski, Jarosław Sander
- Produkcja – Telewizja Polsat

## Plenery
Zdjęcia do serialu odbywały się w Zegrzynku.
Patrz również: Zostać miss 2.